# Plophavas
Plophavas románul: Plopi, falu Romániában, Erdélyben, Kolozs megyében. Közigazgatásilag Járavize községhez tartozik.
Járavize irányából a DJ 107N megyei úton közelíthető meg.